# Ha-Schem Ha-Mephorasch
Ha-Schem Ha-Mephorasch (השם המפורש ha-Shem ha-mefôrash „der ausdrücklich (festgelegte) Name“, auch ha-Shem ha-mejûchad „der spezielle Name“), auch Schemhamphorasch, ist eine der Bezeichnungen Gottes im Judentum. Es handele sich um den „voll ausgeführten Namen Gottes“; das Tetragramm JHWH als „voll ausgeführter Name“ wurde „[s]eit der Zerstörung des Tempels […] vollends tabuisiert, damit allerdings auch Tür und Tor für ‚geheime‘ Spekulationen geöffnet“.

## Rezeption im Judentum
In der rabbinischen Überlieferung ist „vom Shem ha-mefôrash als dem voll ausgeführten Gottesnamen die Rede, was zu allerlei Spekulationen über dessen Bedeutung und Form Anlass gegeben hat“. Dazu gehören Spekulationen über Gottesnamen mit 24, 48 und 72 Buchstaben oder eine Gesamtheit der „zweiundsiebzig, heiligen Namen Gottes, von denen jeder ein Engel ist“. Unter anderem der Kabbalist Josef ben Abraham Gikatilla leitete den Ausdruck nicht von der Wurzel PRSh „ausbreiten“, „ausführen“, „erklären“, sondern von der gleichgeschriebenen Wortwurzel „absondern“ ab, entsprechend steht Shem ha-mefôrash hier für den „Besonderen Namen“; dieser Name, so Gikatilla im Ginnat Egoz, sei wie Gott nicht entstanden:

„Und da Er mit einem Namen benannt werden mußte, der auf die Wirkung/Tätigkeit hinweist, lautet es (Gen 1,1 ): Mit Anfang schuf ‘LHJM/Gott und nicht: Mit Anfang schuf JHW“H, um dich wissen zu lassen, daß der Name JHW“H für Ihn nicht mit der Entstehung am Anfang der Welt entstanden ist, denn dieser Name war Ihm bereits vordem besonders. Und er ist abgesondert (mefôrash) von allem, um Seine Hawajah (sein Sein) und Anfangslosigkeit zu bezeugen, und er wird auf nichts anderes als auf Ihn angewendet, denn Er – Er werde gepriesen! – ist die wahre Beschaffenheit Seines Namens, und Sein Name bezeugt Seine wahre Beschaffenheit.

So heißt es dann bei der Entstehung der Welt: Mit Anfang schuf ‘Elohîm, um dich wissen zu lassen, daß die Wurzel (das Wesen) des Namens ‘Elohîm für Ihn entstanden ist mit der Entstehung der Welt […].“

Meist wird er jedoch ha-Shem ha-mejûchad „der spezielle Name“ genannt, „weil er allein und speziell für den Gott Israels gilt“ und, wie es in Sha`arê ‘orah heißt, „speziell für Israel allein vorgesehen ist und die anderen Nationen daran keinen Anteil haben“.

## Rezeption außerhalb des Judentums

### Antijudaismus

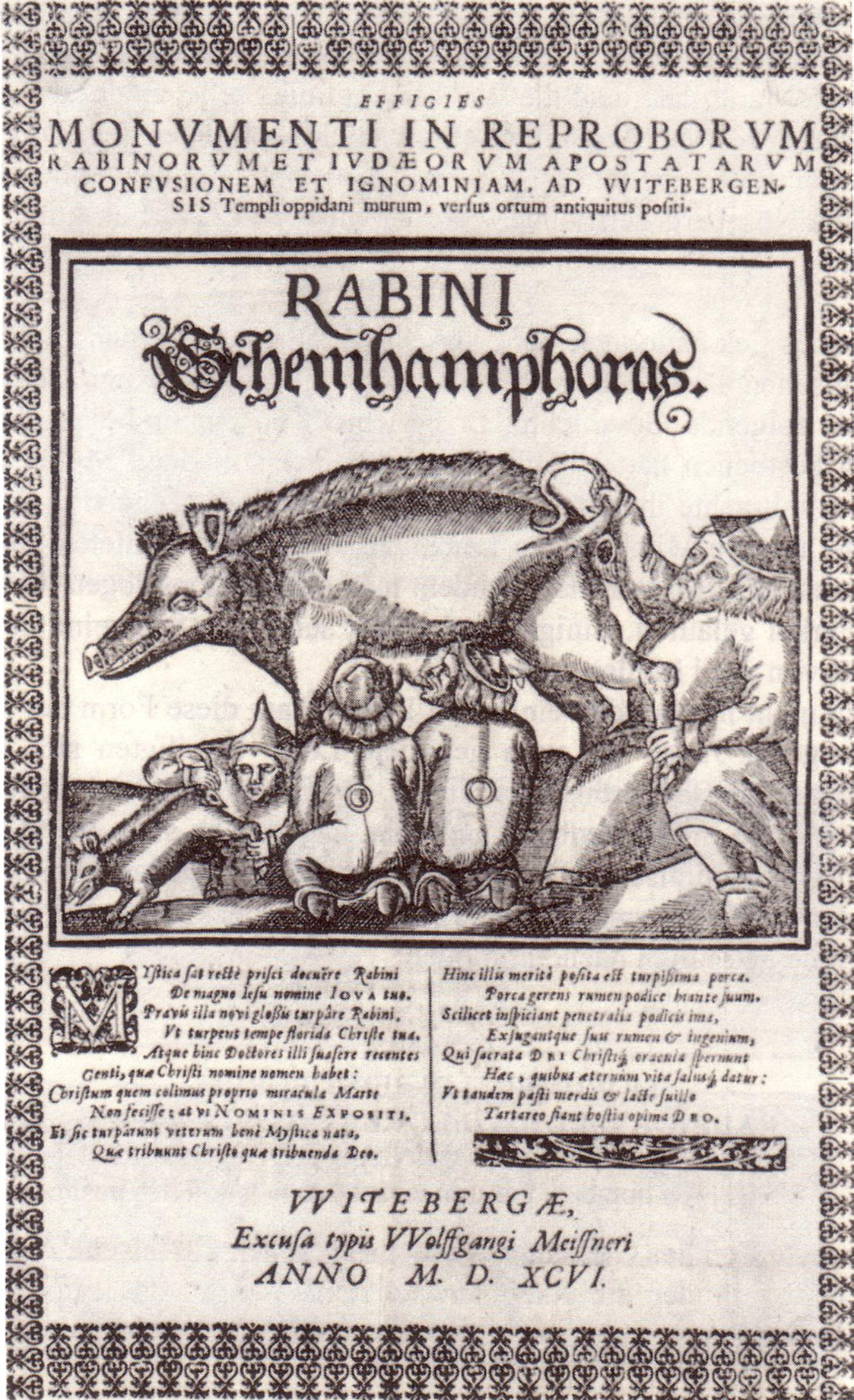
Einblattdruck mit Wittenberger Judensau, 1596

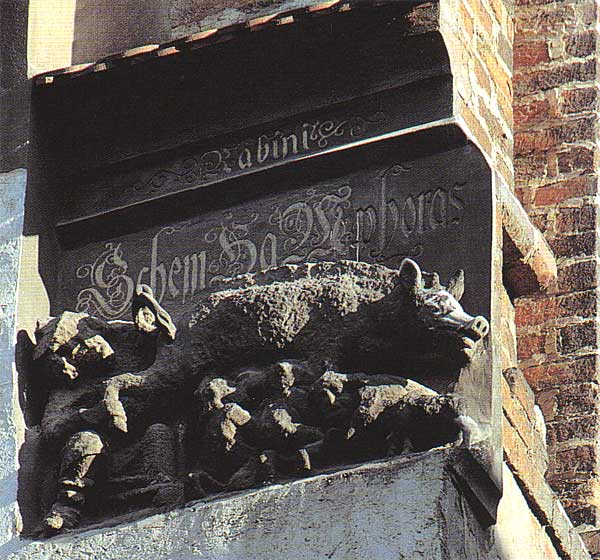
Judensau am Südostflügel der Stadtkirche Wittenberg mit Aufschrift Schem haMphoras

Das antijudaistische Motiv der Judensau geht oftmals mit der Schmähung der Bezeichnung Schemhamphorasch einher, und Martin Luther gab einer 1543 veröffentlichten Schmähschrift gegen die Juden den Titel Vom Schem Hamphoras und vom Geschlecht Christi.

### Satanismus und Metal
Im Satanismus und der Metal-Subkultur findet diese Bezeichnung Gottes ebenfalls Verwendung. Die Aufnahme The Satanic Mass von Anton Szandor LaVey, 1968 auf der gleichnamigen LP veröffentlicht, enthält mehrere Passagen, in denen LaVey den Namen ausspricht und dies von anderen Beteiligten der Messe wiederholt wird, gefolgt vom Ausruf „Hail Satan!“ nach demselben Schema (der jedoch im Gegensatz zum Shemhamforash in der letzten dieser Passage jeweils dreimal im Wechsel ausgesprochen wird). Das daran stark angelehnte Ritual Rites of Spring wird ebenso verfahren wie bei der letzten dieser Passagen in LaVeys Messe. Meldungen der von LaVey gegründeten Church of Satan enden gelegentlich mit den Worten: „Shemhamforash! Hail Satan!“, in der französischen Version mit: „Shemhamforash! Salut à Satan!“. Der Artikel Encouraging Magical Concepts hingegen enthalten nur Shemhamforash ohne den Ausruf „Hail Satan!“. Die finnische Band Impaled Nazarene gab ihrer ersten Demoaufnahme den Titel Shemhamforash (1991), Grand Belial’s Key aus den Vereinigten Staaten veröffentlichte ein Lied dieses Namens auf der ersten Demoaufnahme Goat of a Thousand Young (1992) und dem Debütalbum Mocking the Philanthropist (1997); die schweizerische Band Amon nannte ihr einziges Album (1995) Shemhamforash, die deutsche Band Aeba gab ihrem vierten Album den Titel Shemhamforash – Des Hasses Antlitz (2004). Die polnische Black-/Death-Metal-Band Behemoth veröffentlichte auf dem Album Evangelion (2009) einen Titel namens Shemhamforash, welcher viele Gewalttaten Gottes auflistet und im letzten Vers lediglich mit „Shemhamforash“ endet.

### Film und Fernsehen
- Catweazle benutzte eine abgewandelte Form: Der Ausruf „Schampampurasch!“ stand oft am Ende seiner Zaubersprüche.
- In dem Film Ready or Not – Auf die Plätze, fertig, tot wird als Abschlussformel und Beginn des satanischen Rituals „Schemhamforasch! Heil Satan!“ zitiert.

## Nachweise
1. ↑  Johann Maier: Die Kabbalah. Einführung – Klassische Texte – Erläuterungen. Verlag C.H. Beck, München 1995, ISBN 3-406-39659-3, S. 22.
2. 1 2  Carl Kiesewetter: Faust in der Geschichte und Tradition. Mit besonderer Berücksichtigung des occulten Phänomenalismus und des Mittelalterlichen Zauberwesens. Georg Olms Verlagsbuchhandlung, Hildesheim 1963, S. 340 (Reprographischer Nachdruck der Ausgabe Leipzig 1893.).
3. ↑  Johann Maier: Die Kabbalah. Einführung – Klassische Texte – Erläuterungen. Verlag C.H. Beck, München 1995, ISBN 3-406-39659-3, S. 19.
4. 1 2 3 4  Johann Maier: Die Kabbalah. Einführung – Klassische Texte – Erläuterungen. Verlag C.H. Beck, München 1995, ISBN 3-406-39659-3, S. 57.
5. ↑  Johann Maier: Die Kabbalah. Einführung – Klassische Texte – Erläuterungen. Verlag C.H. Beck, München 1995, ISBN 3-406-39659-3, S. 58 f.
6. ↑  Johann Maier: Die Kabbalah. Einführung – Klassische Texte – Erläuterungen. Verlag C.H. Beck, München 1995, ISBN 3-406-39659-3, S. 169.
7. ↑  Johann Maier: Die Kabbalah. Einführung – Klassische Texte – Erläuterungen. Verlag C.H. Beck, München 1995, ISBN 3-406-39659-3, S. 147.
8. ↑  Michael Rose: Rites of Spring. by Magister Michael Rose. Church of Satan, 2001, abgerufen am 10. April 2012 (englisch).
9. ↑  News XXXVI A.S. Archived announcements from XXXVI A.S. Church of Satan, archiviert vom Original am 9. Mai 2012; abgerufen am 28. April 2017 (englisch).
10. ↑  News XXXIX A.S. Archived announcements from XXXIX A.S. Church of Satan, archiviert vom Original am 9. Mai 2012; abgerufen am 21. April 2017 (englisch).
11. ↑  News XLII A.S. Archived announcements from XLII A.S. Church of Satan, archiviert vom Original am 9. Mai 2012; abgerufen am 28. April 2017 (englisch).
12. ↑  News XLV A.S. Archived announcements from XLV A.S. Church of Satan, archiviert vom Original am 9. Mai 2012; abgerufen am 21. April 2017 (englisch).
13. ↑  Bienvenue XXXV A.S. Church of Satan, archiviert vom Original am 9. Mai 2012; abgerufen am 21. April 2017 (französisch).
14. ↑  Lydia Gage: Encouraging Magical Concepts. Church of Satan, 1995, abgerufen am 10. April 2012 (englisch).